# Jean-Claude Lebrun
Pour les articles homonymes, voir Lebrun.
Jean-Claude Lebrun est un critique littéraire français né en 1945 à Paris.

## Éléments de biographie
Germaniste de formation, Jean-Claude Lebrun est professeur d’allemand dans l'enseignement secondaire et les classes préparatoires aux grandes écoles. Il est ensuite chargé de cours en « textes français » pour les DESS de traduction littéraire professionnelle à Paris-VII et au Centre Européen de Traduction Littéraire à Bruxelles.
Il s'intéresse d'abord aux littératures de langue allemande. Ses premiers articles paraissent à partir de 1974 dans La Nouvelle Critique. Il se tourne ensuite vers le champ littéraire francophone.
À partir de 1986, il tient la chronique littéraire de l'hebdomadaire Révolution et, de 1992 à 2022, celle de L'Humanité. Il est chroniqueur à l'émission Le Masque et la Plume sur France Inter de 1992 à 1999, puis à Un jour, un livre sur LCI. Il intervient également dans Les Mardis Littéraires de France Culture. Outre ses livres, il est l'auteur de monographies sur François Bon, Alain Nadaud, Christian Oster, Bernard Thomas, Bernard Chambaz, Jean-Michel Béquier, Bernard Lamarche-Vadel.
À partir de 2002, il effectue des missions culturelles pour le Ministère des Affaires Etrangères.
En 2022, il crée le blog Territoires Romanesques 2022.
Il a été élu au jury du Prix du Meilleur Livre étranger en 2009. Il a obtenu en 1995 la bourse Interallié de la critique (prix Roger Giron), puis, en 2000, le prix de la critique de l’Académie française pour l'ensemble de son œuvre.

## Ouvrages publiés
- Nouveaux Territoires romanesques (en collaboration avec Claude Prévost), Paris, Éditions Sociales, 1990[4]
- Jean Echenoz, Paris, Éditions du Rocher, 1992 (traduit en chinois par Yan Zhou, Editions EALS, Canton, 2004)[5]
- Une vie à écrire, entretien avec André Stil, Paris, Grasset, 1992
- Jean Rouaud, Paris, Éditions du Rocher, 1998
- Le Cahier gris (Roger Martin du Gard ; lecture accompagnée par Jean-Claude Lebrun), La Bibliothèque Gallimard, 2000[6]
- Visages du roman français contemporain, ambassade de France au Kazakhstan, Almaty, Prostor, 2002 (traduit en russe par Igor Sophiev, Editions Prostor, Almaty, 2003)